# Theloderma petilum
Espèce
Synonymes
- Philautus petilus Stuart & Heatwole, 2004

Statut de conservation UICN

 VU  : Vulnérable
Theloderma petilum est une espèce d'amphibiens de la famille des Rhacophoridae.

## Répartition
Cette espèce se rencontre :
- dans la province de Điện Biên dans le nord-ouest du Viêt Nam ;
- dans la province de Phongsaly dans le nord du Laos.

Sa présence est incertaine dans le sud de la République populaire de Chine.

## Étymologie
Le nom spécifique petilum vient du latin petilus, mince, en référence à l'habitus de cette espèce.

## Publication originale
- Stuart & Heatwole, 2004 : A new Philautus (Amphibia: Rhacophoridae) from northern Laos. Asiatic Herpetological Research, vol. 10, p. 17-21 (texte intégral).